# Бузин, Михаил Михайлович
Бу́зин Михаи́л Миха́йлович (род. 20 октября 1959 года, Арзамас Горьковской области) — российский чиновник, бывший мэр города Арзамаса.

## Биография
В 1982 году окончил Арзамасский государственный педагогический институт им. А. П. Гайдара (по специальности физика и математика), в 2010 году прошёл профессиональную подготовку в Государственном образовательном учреждении высшего профессионального образования Волго-Вятская академия государственной службы по программе «Государственное и муниципальное управление».
Профессиональную деятельность начал в 1982 году учителем физики Водоватовской средней школы Арзамасского района.
С сентября 1985 года по январь 1990 год — инженер в ТКО-43 Арзамасского опытно-конструкторского бюро.
С января 1990 года по июль 1993 год — начальник РСЦ Арзамасского опытно-конструкторского бюро.
С июля 1993 года по 20 января 1995 года — директор производственно-коммерческого общества «Дефис».
С июля 2008 года по апрель 2010 года Генеральный директор ООО «Горводоканал».
В мае 2010 года избран главой администрации города Арзамаса Нижегородской области.
4 октября 2012 года избран главой муниципального образования — мэром города Арзамаса Нижегородской области.